# Lola González Ruiz
Dores González Ruiz (conhecida como Lola González Ruiz) (León, 1946- Madri, 2015) foi uma advogada espanhola, sobrevivente da Matança de Atocha em 1977.

## Biografia
Dores González nasceu em Leão em 1946, numa família dedicada ao comércio têxtil. Desde muito jovem militou na Frente de Libertação Popular, onde conheceu Enrique Ruano, seu marido, falecido em 1969 depois de precipitar por uma janela quando a Brigada Político-social, que o custodiava, realizava um registro numa moradia. A versão oficial atribuiu a morte de Ruano a um suicídio, mas a família qualificou-a de assassinato.
Na década de 1970 militou no Partido Comunista de Espanha e trabalhou como advogada no despacho de advogados laboristas da rua de Atocha, número 55, vinculado ao PCE e ao sindicato Comissões Operárias, dirigido por Manuela Carmena, no que também trabalhava seu marido, Javier Sauquillo. O de Atocha, 55, era um dos despachos colectivos vinculados à esquerda que, naqueles anos da Transição, se dedicavam a assessorar os trabalhadores e os movimentos de esquerda, como os que dirigiam Paca Sauquillo e Cristina Almeida em Madrid.
O 24 de janeiro de 1977, um grupo de homens armados vinculados ao partido de ultra direita Força Nova e o Sindicato Vertical de Transportes irromperam no bufete, assassinando três advogados, Javier Sauquillo, Luis Javier Benavides e Enrique Valdelvira Ibáñez, um administrativo, Ángel Rodríguez Leal, e um estudante de Direito, Serafín Frouxo, e ferindo Alejandro Ruiz-Huerta Carbonell, Miguel Sarabia Gil, Luis Ramos Pardo e Lola González, que sofreu sequelas durante anos. Como reconheceu numa entrevista, sua vida esteve marcada pela tragédia.
Em 1987 concorreu às eleições ao Parlamento Europeu na lista de Esquerda Unida, ainda que não foi eleita.
Morreu em Madri, a 27 de janeiro de 2015.
Em abril de 2015 foi homenageada na Universidade Complutense de Madri.